# Aleksander Krystian Wirtemberski
Aleksander Krystian Fryderyk Wirtemberski (ur. 5 listopada 1801 w Kopenhadze, zm. 7 lipca 1844 w Bad Wildbad) – hrabia Wirtembergii, niemiecki oficer i poeta.
Był synem Wilhelma Wirtemberskiego i Doroty Fryderyki Rhodis von Tunderfelt. Jego ojciec był bratem króla Wirtembergii Fryderyka I oraz carycy Marii Fiodorownej.
Z wykształcenia wojskowy, służył w regimencie kawalerii wirtemberskiej w Esslingen am Neckar, był również pisarzem. Przyjaźnił się z Nikolausem Lenau’em, pisarzem austriackim epoki literackiej biedermeier. Pozostawił zbiór wierszy Stimmen der Zeit, niedokończoną komedię Salvator Rosa in Rom, wiersze i listy.
W 1832 ożenił się w Keszthely z Heleną von Festetics-Tolna, z którą miał czworo dzieci:
- Eberhard Wirtemberski (1833–1896)
- Wilhelmina (1834–1910)
- Paulina (1836–1911)
- Karol (1839–1876)

Zmarł na udar mózgu.